# Seebach (Schwarzach, Obere Seebachalm)
Der Seebach ist ein Bach in der Gemeinde St. Jakob in Defereggen (Bezirk Lienz in Osttirol). Der Bach entspringt an der Ostseite der Rieserfernergruppe und mündet im Bereich der Seebachalmen in die Schwarzach.

## Verlauf
Der Seebach entspringt östlich bzw. unterhalb des Gratverlaufs zwischen dem Mulle im Norden und dem Lenksteinjoch im Süden, wobei dazwischen die Gipfel von Winkelspitze und Lenkstein liegen. Der Seebach wird durch einen See gespeist, der sich in seiner Größe erst in den letzten Jahren auf Grund des Abschmelzens des Fleischbachkees gebildet hat. Inoffiziell wird der See als Sankt-Josef-See bezeichnet. Der Seebach fließt von seinem Ursprung zwischen den In den Platten im Norden und dem Nordwestgrat der Bretterspitzen im Süden nach Ostnordost. Er zweigt danach nach Norden ab, stützt über einen Wasserfall und fließt zuletzt durch bewaldete Berghänge, bevor er den Talboden des Schwarzachtals erreicht. Hier fließt er durch die Wiesen der Oberen Seebachalm im Westen und der Unteren Seebachalm im Osten und mündet schließlich von links in die Schwarzach.
Der Seebach liegt zwischen dem Einzugsgebiet des Affentalbachs im Norden und den Bretterspitzgräben im Süden. Der Seebach weist auf seiner gesamten Länge einen geringen Verbauungsgrad und eine unbeeinflusste Hydrologie auf. Das Umland des Seebachs hat eine geringe Nutzungsintensität, die Gewässerraumausprägung wird als natürlich eingeschätzt. Insgesamt weist der Seebach auf seiner gesamten Strecke eine sehr hohe naturräumliche Bedeutung auf.